# シュムペルク
シュムペルク （チェコ語:Šumperk [ˈʃumpɛrk]、ドイツ語:Mährisch Schönberg）は、チェコ共和国、オロモウツ州の自治体。『イェセニーク山地への入り口』と呼ばれている。歴史的なモラヴィア地方に属する。

## 歴史

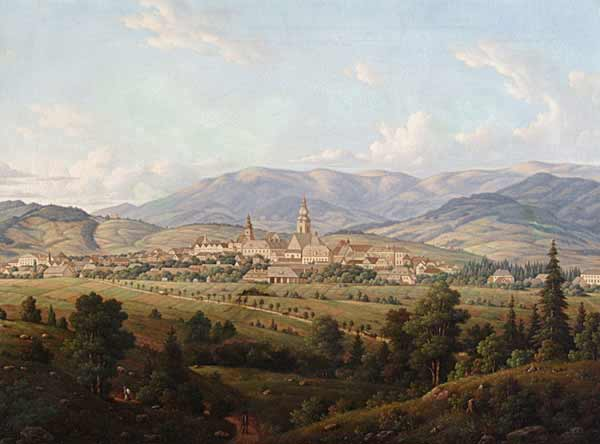
1864年に描かれたシュムペルクの光景、マリツィウス画

1269年、シュムペルクはドイツ人入植者によってつくられた。ドイツ語名のシェーンベルク（Schönberg）とは"美しい丘"を意味し、シュムペルクはこれをチェコ語化したものである。
シュムペルクの町は一帯の中心地となった。町は通商路の途上にあり、銅山から利益を得ていた。15世紀まで、シュムペルクはモラヴィアの辺境伯の領地であった。ペトル・ゼ・ジェロティーナが町を買い上げ、カーテン状の壁を築いた。16世紀には、最高品質の布地の生産によって町の名は西ヨーロッパにも知られ、非常に裕福な町であった。町は所有者である貴族から町そのものを買い取り、王のみを所有者とする王立都市となった。しかし、プロテスタント同盟に与したことから三十年戦争で荒廃し、リヒテンシュタイン家領となった。
1669年の大火では244軒の住宅が焼かれる大惨事となった。17世紀後半には魔女裁判が町で開かれ、48人の男女が魔女として火炙りにされた。1930年の町の人口はおよそ12,000人、その1/4はチェコ人、残りはドイツ人であった。
1938年のミュンヘン協定によって、シュムペルクはドイツ国防軍に占領された。多くのチェコ人住民がベーメン・メーレン保護領へ追放された。ソビエト連邦の赤軍によって町は解放され、ドイツ人住民全てがドイツへ追放された。
プラハの春の最中の1968年8月21日、シュムペルク一帯はポーランド軍に占領された。同年10月3日、ポーランド軍はソビエト軍と交替した。ソビエト軍の駐留は、ビロード革命後の1991年まで続いた。

## 姉妹都市
- バート・ヘルスフェルト、ドイツ
- マールセン（英語版）、オランダ
- ニサ、ポーランド
- プリエヴィドザ、スロヴァキア
- ヴァーサ、フィンランド